# Ligne de Körmend à Zalalövő
La Ligne Körmend - Zalalövő ou ligne 22 est une ligne de chemin de fer de Hongrie. Elle relie Körmend par la Gare de Körmend à Zalalövő par la Gare de Zalalövő. Elle ne fonctionne plus depuis 2010.